# Hippodamas
Dans la mythologie grecque, Hippodamas  est un jeune Dardanien, ami et aurige de Démoléon, l'un des nombreux fils d'Anténor.
Le meurtre de ce couple de personnages, pendant la guerre de Troie, est raconté dans le chant XX de l'Iliade, où ils sont tous deux tués par Achille. Le héros grec d'abord abat Démoleon : avec une lance, il lui transperce la tempe, au travers de son casque. Démoleon tombe sans vie du char. Hippodamas, terrifié, descend du chariot et essaie de s'enfuir, mais un javelot d'Achille lui perce le dos. Homère décrit ensuite l'agonie de la jeune victime, dont les halètements ressemblent au mugissement d'un taureau; enfin, Hippodamas exhale l'âme. 
Bien que dans les vers qui le concernent, il tente de s'échapper après la mort de son seigneur, le poète tient à souligner qu'Hippodamas avait la réputation d'être un jeune homme vaillant. Cela suggère que la rage d'Achille à ce moment particulier de la guerre (il est furieux pour le meurtre de son ami Patrocle) effraie même les ennemis les plus intrépides.